# Zając, który dawał sobie rady
Zając, który dawał sobie rady (ros. Заяц, который любил давать советы, Zajac, kotoryj lubił dawat sowiety) – radziecki krótkometrażowy film animowany z 1988 roku w reżyserii Iwana Dawydowa. Ekscentryczna komedia ośmieszająca głupotę i ignorancję.

## Obsada (głosy)
- Wsiewołod Łarionow
- Władimir Soszalski

## Wersja polska
- Opracowanie wersji polskiej: Studio Opracowań Filmów w Warszawie
- Reżyseria: Urszula Sierosławska
- Dialogi: Krystyna Subocz
- Dźwięk: Jolanta Küchler
- Montaż: Jolanta Nowaczewska
- Kierownictwo produkcji: Jan Szatkowski, Małgorzata Zielińska

Źródło: